# Conseil suprême des Hellènes Nationaux

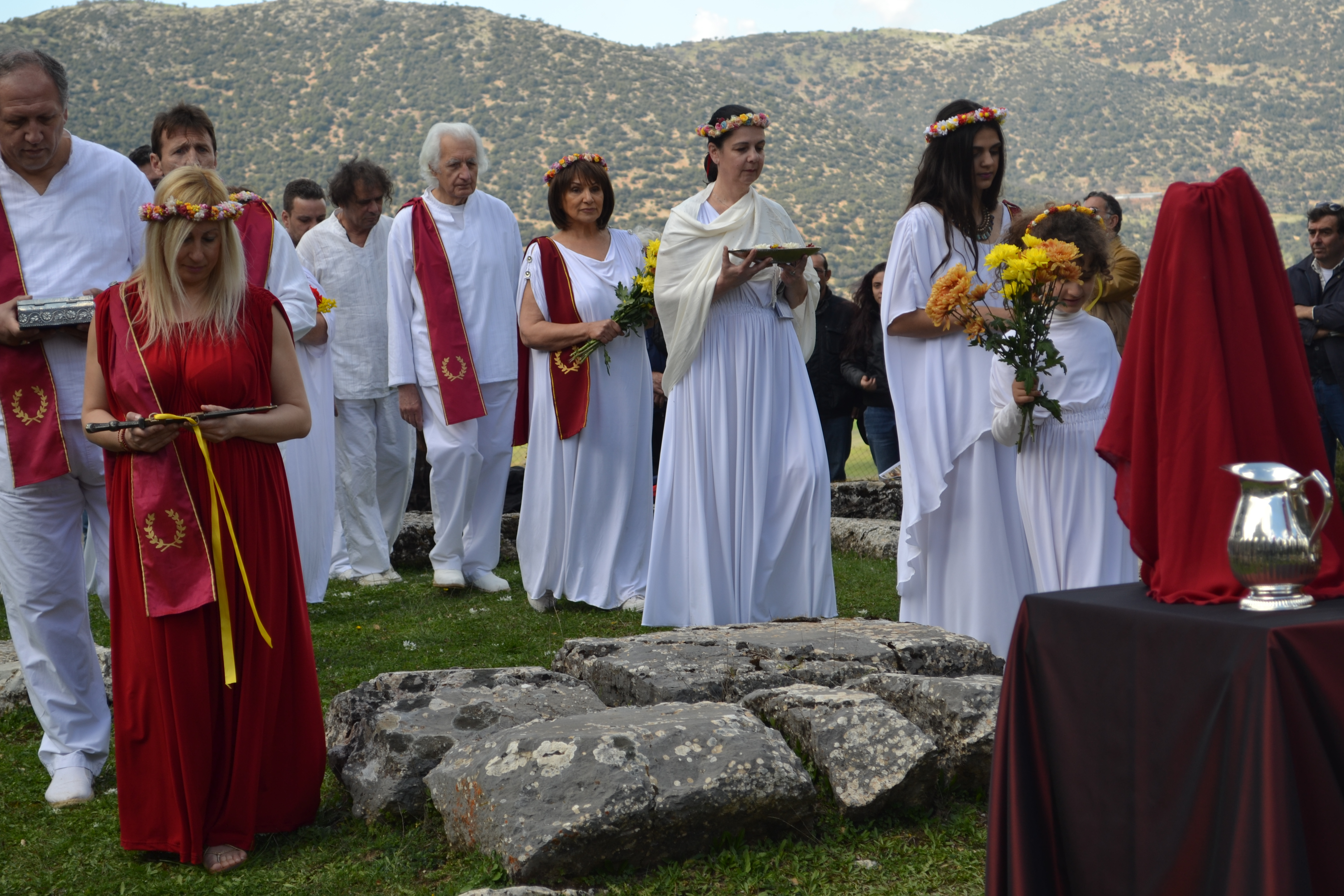
Célébration de l'équinoxe de printemps 2016 par l'YSEE, sur le site d'un ancien temple de la déesse Artémis, dans le Péloponnèse.

Le Conseil suprême des Hellènes Nationaux (en grec moderne : Ύπατο Συμβούλιο των Ελλήνων Εθνικών), communément connu sous son acronyme YSEE, est un organisme sans but lucratif fondé en Grèce en 1997. Son but premier consiste en la protection et la restauration de la religion grecque dans la société grecque contemporaine. Depuis sa fondation, le YSEE a émis plus de trois cents lettres de protestation et communiqués de presse dans le but de défendre la liberté religieuse des adeptes de la Religion hellénique ethnique. Le groupe a également organisé et performé plus de huit cents cérémonies religieuses et événements éducationnels.
Selon les estimations du groupe, plus de deux mille Grecs pratiquent la Religion hellénique ethnique et environ cent mille « manifestent un certain intérêt ». Les adeptes de la Religion hellénique ethnique font face à des diverses formes de discrimination en Grèce,,, dont la population est dans sa grande majorité de religion chrétienne orthodoxe. Un des buts principaux de l'YSEE est l'obtention du statut de religion reconnue pour la Religion hellénique ethnique.
L'YSSE est un des membres fondateurs du Congrès européen des religions ethniques (ECER), dont il organise le septième congrès en juin 2004. L'YSEE a également été membre du programme d'action contre la discrimination de l'Union européenne. 

## En dehors de la Grèce
En 2007, des membres du YSEE aux États-Unis fondèrent le Conseil hellénique YSEE d'Amérique qui est maintenant un organisme sans but lucratif basé à Astoria, quartier de la ville de New York qui a une communauté hellénique importante. 

## Voir également
- Néopaganisme
- Congrès européen des religions ethniques
- Hellénisme (religion)
- Religion en Grèce